# NGC 7060
NGC 7060 este o galaxie spirală barată situată în constelația Microscopul. A fost descoperită în 2 septembrie 1836 de către John Herschel. Se află la o distanță de 51,76 de megaparseci de Pământ.